# Giovanni Orsomando
Giovanni Orsomando (Casapulla, 29 december 1895 – Rome, 26 september 1988) was een Italiaans componist, muziekpedagoog, dirigent en klarinettist.

## Levensloop
Orsomando kreeg zijn eerste muzieklessen van zijn vader Salvatore Orsomando, die zelf eerste klarinettist in de plaatselijke banda was. Al spoedig ontwikkelde hij buitengewone virtuositeit op zijn instrument. Hij kreeg klarinetlessen bij Arcangelo Picone, docent voor klarinet aan het Conservatorio di San Pietro a Majella di Napoli en 1e klarinettist in het orkest van het Teatro San Carlo. Vanaf 1913 studeerde hij compositie bij Francesco Cilea en Camillo De Nardis en orkestratie voor harmonie- en fanfareorkesten Raffaele Caravaglios aan het Conservatorio di San Pietro a Majella di Napoli in Napels. In 1922 schreef hij als proefschrift zijn Elementi di Strumentazione per Banda, die later ook gepubliceerd werd.
In oktober 1914 werd hij 1e klarinettist en solist in de Banda di Caserta. In 1915 werd hij soloklarinettist in de Militaire kapel van het 77e Infanterie Regiment (77°banda di Fanteria dell’Esercito Italiano). Later stapte hij over naar de Militaire kapel van het 117e Infanterie Regiment te Vigo di Cadore. Later werd hij zelf kapelmeester van een militaire muziekkapel met 60 muzikanten in Cortina d'Ampezzo. Binnen het leger werd hij bevorderd tot luitenant.
In 1920 werd hij dirigent van de Banda di Sturno en in 1921 van het harmonieorkest in zijn geboortestad Casapulla. Zijn werk werd door de bevolking geaccepteerd en hij had succes in de hele regio Campanië. In 1925 werd hij dirigent van de Banda di Lavello en richtte per omgaande een muziekschool aldaar op. Dit werd in hetzelfde jaar nog gevolgd door de Banda di Mazzarino, in 1928 de Banda di Torremaggiore en in 1930 de Banda di Conversano.
In 1924 huwde hij met Marianna Natale. Samen had het echtpaar zeven kinderen. In 1925 componeerde hij de symfonische mars Annina en droeg die aan zijn vrouw op. De grootste deel van zijn leven woonde hij in Caserta, hoewel hij meerdere malen naar Rome vertrok. Zijn laatste jaren leefde hij in Rome. Naast diverse civiele harmonieorkesten dirigeerde hij ook de Banda Presidiara della Milizia di Roma (1938-1945) en de Banda della Provincia di Roma te Rome. In 1942 dirigeerde hij een feestconcert met rond 3000 uitgenodigde gasten in de "Basilica di Massenzio" in Rome ter gelegenheid van de 150e geboortedag van Gioacchino Rossini met vier militaire harmonieorkesten, die bewerkingen van Alessandro Vessella van Il barbiere di Siviglia en La gazza ladra en bewerkingen van Orsomando van Semiramide en Il Guglielmo Tell uitvoerden.
Als componist schreef hij talrijke symfonische marsen, zoals Lavello in festa, Marcia dei fiori, Fulgida, Nostalgia, Gaia, Pupetta innamorata, Anima festosa en Cuore abruzzese. Verschillende van zijn rond 120 werken voor harmonieorkest zijn bij de Nederlandse muziekuitgeverij Molenaar N.V. in Wormerveer gepubliceerd, zo ook zijn bekendste marsen Banda sucre en Olympica.
Zijn geboortestad heeft de voormalige straatnaam Via communale ter nagedachtenis aan hun beroemdste zoon in Via Giovanni Orsomando veranderd.

## Composities

### Werken voor harmonieorkest
- 1925 Annina, marcia sinfonica[1]
- 1951 Banda sucre, marcia sinfonica (opgedragen aan José Antonio Sucre, kapelmeester van de "Banda Sucre del estado Trujillo")[2]
- 1979 Olandese, mars
- 1980 Aurora, marcia sinfonica
- 1980 Leggiadra, marcia sinfonica
- 1981 Afflitta, marcia funebre (treurmars)
- 1985 Celere, ouverture
- Agrea
- Alba di festa
- Alla Czardas, concert voor klarinet en harmonieorkest[3]
- Alleanza Atlantica
- Amanda
- Amorosa
- Anima Festosa (Anima Fascista), marcia sinfonica
- Aprilia
- Armida, marcia sinfonica
- Biondina
- Birichino
- Briciola
- Briosa, marcia sinfonica[4]
- Canterina
- Capricciosa
- Ciao Chicago
- Ciarlona
- Cuore Abruzzese, gran marcia sinfonica[5]
- Dolores, marcia funebre (treurmars)

- Federica
- Festoso ritorno
- Fiorita
- Fra rose e spine, marcia sinfonica
- Frentanina, marcia sinfonica
- Fulgida, marcia sinfonica (won een gouden medaille)
- Gaia, marcia sinfonica[6]
- Gigliola
- Gioiosa
- Guagliona
- Idillio zingaresco
- Italia, marcia sinfonica
- La Bandiera
- La Ciociara
- La vita
- Latiniana (Littoriana)
- Lavello in festa, marcia sinfonica
- Licentina
- Littoriana
- Lucina
- Marcia dei fiori
- Mondo Antico, Sinfonia originale
- Nostalgia, marcia sinfonica[7]
- Olimpica, marcia sinfonica
- Orientale
- Orietta
- Ortipe

- Passo Corese
- Primavera, marcia sinfonica
- Pupattoli
- Pupetta innamorata, marcia sinfonica[8]
- Regalità
- Ricordo nuziale
- Risveglio Bandistico
- Romanina
- Rosalpina
- Sabina
- Sammichelina
- Sancarliana
- Scena di caccia, poema sinfonico (symfonisch gedicht)
- Silenzio
- Sincerità
- Stregata
- Strenna, marcia sinfonica
- Tifosa
- Torremaggiore
- Trastullo, scherzo voor klarinet en harmonieorkest
- Urania, marcia sinfonica
- Venerdì Santo, marcia funebre (treurmars)
- Verolana
- Versilia
- Vittoriosa
- Zagara, marcia sinfonica

## Publicaties
- Elementi di Strumentazione per Banda, Editori Ortipe

## Media
1. ↑  Annina, marcia sinfonica door "Complesso Bandistico G.Verdi Aci S.Antonio", o.l.v. Alfio Zito. Gearchiveerd op 29 februari 2020.
2. ↑  Banda sucre, marcia sinfonica door "Banda de música Associaçāo Humanitária Bombeiros Voluntários de Loures" onder leiding van Luís Filipe Santos. Gearchiveerd op 14 juli 2023.
3. ↑  Alla Czardas, concert voor klarinet en harmonieorkest door "Complesso Bandistico G.Verdi Aci S.Antonio", Raffaele Della Porta (klarinet solo) o.l.v. Alfio Zito. Gearchiveerd op 9 oktober 2016.
4. ↑  Briosa, marcia sinfonica door "Complesso Bandistico G.Verdi Aci S.Antonio", o.l.v. Alfio Zito. Gearchiveerd op 14 juli 2023.
5. ↑  Cuore Abruzzese, gran marcia sinfonica
6. ↑  Gaia, marcia sinfonica door Civica Orchestra di Fiati del Comune di Milano o.l.v. Fabrizio Tallachini. Gearchiveerd op 14 juli 2023.
7. ↑  Nostalgia, marcia sinfonica door de "Fanfara della Legione Allievi Carabinieri di Roma" o.l.v. Danilo di Silvestro
8. ↑  Pupetta innamorata, marcia sinfonica door "Complesso Bandistico G. Verdi Aci S.Antonio" o.l.v. Alfio Zito. Gearchiveerd op 10 december 2017.

- Gemeinsame Normdatei: 135407648
- Virtual International Authority File: 80164614
- WorldCat: E39PBJrgPjf3XycctRcqrGfKBP